# Somebody’s Me
«Somebody’s Me» (рус. Кто-то Это Я) — второй сингл испанского поп-певца Энрике Иглесиаса из его альбома «Insomniac», выпущенный 8 августа 2007 года на лейбле «Interscope». Сингл был выпущен только в США и Канаде.

## Общая информация
Первый раз Энрике выступил с песней на финале реалити-шоу «Extreme Makeover: Home Edition». Также Энрике исполнял песню во время турне «Fot The Fans Tour».
Изначально песня не должна быть вторым синглом с «Insomniac», но после голосования было решено выпустит «Somebody’s Me» вторым синглом, вместо «Push». После того, как были оглашены результаты, это вызвало много споров. Многие говорили, что музыкальным рынком руководит хип-хоп и баллада не может стать успешной. Другие наоборот говорили, что баллада выделится среди других песен, и станет хитом.
Но композиция не стала успешной, и достигла только 106-й позиции в «Billiboard Hot 100». В интервью программе BBC «The One Show» Энрике сказал, причину того, что «Somebody’s Me» была выпущена 2-м синглом — «Моя звукозаписывающая компания сказала мне сделать так».
Музыкальное видео впервые было выпущено в эфиры музыкальных телеканалов 14 августа. Телеканалы обрезали сцены, которые показались им слишком сексуальными. Спустя некоторое время на официальной странице Иглесиаса на «YouTube» была размещена оригинальная версия клипа под названием «Somebody’s Me:Directors Cut».
Видео было снято Энтони Мендлером. Главную роль сыграла израильская модель Сарай Гивати, съёмки проходили на улицах Лос-Анджелеса в июле 2007.

## Чарты
| Чарты (2007)                          | Лучший результат |
| ------------------------------------- | ---------------- |
| U.S. Billboard Billboard Hot 100      | 106              |
| U.S. Billboard Hot Adult Contemporary | 15               |
| U.S. Billboard Hot Dance Club Play    | 4                |
| U.S. Billboard Hot Latin Songs        | 4                |
| Canadian Hot 100                      | 31               |
| Финляндия                             | 29               |